# Доббин, Фрэнк
Фрэнк Доббин (англ. Frank Dobbin; род. 1956) — американский экономический социолог, специалист по организационному поведению. Профессор департамента социологии Гарвардского университета, глава PhD-программы по организационному поведению, один из кураторов совместного семинара Гарварда и MIT по экономической социологии.

## Исследования

### Неравенство и организации
Доббин является известным исследователем государственной политики разнообразия и неравенства в организациях. В своей работе 2009 года Inventing Equal Opportunity Доббин показал, что практическое определение равенства возможностей, защищаемое американским закон о гражданских правах 1964 года, было сформировано не политиками или судами, но корпоративными специалистами по кадрам (corporate personnel experts).
Другим направлением разработок Доббина является менеджмент разнообразия и в частности доказательные исследования эффективности государственных программ поддержки разнообразия на рабочем месте.

### Институты и экономическая социология
Вклад Доббина в экономическую социологию связан, прежде всего, с его исследованиями происхождения, сходств и современного расхождения экономической политики государств.
В историческом измерении Доббин исследовал формирование государственной промышленной политики в контексте политических институтов доиндустриальной эпохи. В работе «Формирование промышленной политики. Соединенные Штаты, Великобритания и Франция в период становления железнодорожной отрасли» (1994) Доббин обращает внимание на то, как политическая культура и устойчивые институты определили траектории развития железных дорог. Доббин утверждает, что в этих странах сформировались различные паттерны, на первый взгляд, единого процесса: во Франции преобладало центральное планирование всей отрасли в условиях государственной монополии; в Великобритании и США защищались рыночные условия развития отрасли, однако делались различные акценты. Так в Соединённых штатах охранялась свобода рынка при полном невмешательстве федерального правительства, но со значительным участием властей штатов и муниципальных образований, тогда как в Соединённом королевстве правительство охраняло свободу рыночных агентов, что брало своё начало в концепции распределённого суверенитета, заложенным в Великой хартии вольностей и определявшим британскую политическую культуру вплоть до индустриального века. Как следствие, в Великобритании государство могло вмешиваться в рынок, но почти исключительно для защиты этих самых рыночных агентов: формировалось антимонопольное законодательство.

## Награды
За Формирование промышленной политики (1994) :
- Премия Макса Вебера (1996) в секции «Organizations, Occupations, and Work» от ASA.

За Inventing Equal Opportunity (2009) :
- Премия Макса Вебера (2010) в секции «Organizations, Occupations, and Work» от ASA.
- Премия за выдающуюся научную книгу ASA (2012).

## Основные работы
- Dobbin F. Inventing Equal Opportunity. — Princeton: Princeton University Press, 2009. — 360 p. — ISBN 9781400830893.
- Формирование промышленной политики: Соединенные Штаты, Великобритания и Франция в период становления железнодорожной отрасли Архивная копия от 10 мая 2021 на Wayback Machine = Forging Industrial Policy: The United States, Britain, and France in the Railway Age. / Авториз. пер. с англ. Е. Б. Головлянициной под науч. ред. В. В. Радаева. — М.: Изд. дом Высшей школы экономики, 2013. — 368 с. — (Социальная теория). — ISBN 978-5-7598-0999-9